# 消失的小孩
《消失的小孩》（英語：The mysterious disappearance）是一部2025年灵异惊悚悬疑片，徐娇、原腾主演

## 制作
电影于2023年9月1日于吉隆坡开镜，拍摄地点吉隆坡和吉兰丹，预计耗时1个月完成，并会在2024年的中马两地电影院同步上映。本片是徐娇首次拍马来西亚电影